# Энергобезопасность и энергосбережение
«Энергобезопасность и энергосбережение» — научно-технический иллюстрированный журнал. Выходит 1 раз в 2 месяца. Распространяется по всем регионам России и странам ближнего и дальнего зарубежья.
На страницах журнала освещаются вопросы безопасности и эффективности энергетики всех отраслей, энергосбережения, охраны труда, подготовки персонала, новейшие разработки ведущих промышленных и научных организаций, тенденции развития альтернативной энергетики, нормативные акты и документы.

Журнал включён в Перечень Высшей аттестационной комиссии Министерства образования и науки Российской Федерации, систему РИНЦ (Российский индекс научного цитирования), реферируется ВИНИТИ РАН. С 2011 года журнал включён в международную базу данных Ulrich's Periodicals Directory.

## История
- 2005 — основан журнал «Энергобезопасность в документах и фактах».
- 2008 — журнал «Энергобезопасность в документах и фактах» получает новое название «Энергобезопасность и энергосбережение».

## Редакция журнала
- Главный редактор: Зернес Светлана Павловна, помощник ректора по связям с общественностью, член Международной федерации журналистов, ассоциации «Женщины в науке и образовании», The International Science Writers Association.[3]
- Научный редактор: Лещинская Тамара Борисовна, д.т.н., профессор, заслуженный деятель науки и техники РФ, лауреат премии правительства РФ в области образования.

## Разделы
- Электробезопасность
- Энергосбережение
- Охрана труда
- Подготовка персонала
- Экологическая безопасность
- Промышленная безопасность
- Пожарная безопасность
- Теплоэнергетика
- Новые технологии и изобретения

## Приложение к журналу
Приложение к журналу — сборник «Информационные материалы по проектированию, монтажу, наладке и эксплуатации электроустановок» — выходит раз в 3 месяца.

В сборнике освещаются нормативно-правовые вопросы в части технического регулирования и саморегулирования, проектирования электроустановок, сообщается о разработке новых нормативных документов, публикуются технические циркуляры с комментариями разработчиков. Для выпуска сборника привлекаются ведущие специалисты Ростехнадзора, Федерального агентства по метрологии и техническому регулированию, проектных и научно-исследовательских институтов, департамента строительства Минрегионразвития, ФГУ ВНИИПО МЧС России, заводов-изготовителей электротехнической продукции.

## Достижения
Издание является лауреатом Национальной экологической премии, премии «Российский энергетический Олимп», лауреатом конкурса проектов социально-экономической значимости в образовании, культуре и экологии, федеральным лауреатом Всероссийского конкурса «Отечество» в номинации «Энергетическая безопасность России» и др. конкурсов.